# Heterogyna nocticola
Heterogyna nocticola är en biart som beskrevs av Ohl in Ohl och Bleidorn 2006. Heterogyna nocticola ingår i släktet Heterogyna och familjen Heterogynaidae. Inga underarter finns listade i Catalogue of Life.